# Isosaari (ö i Finland, Mellersta Finland, Jyväskylä, lat 62,13, long 25,36)
Isosaari är en ö i Finland. Den ligger i sjön Surkee och i kommunen Jyväskylä i den ekonomiska regionen  Jyväskylä ekonomiska region  och landskapet Mellersta Finland, i den södra delen av landet, 220 km norr om huvudstaden Helsingfors. Öns area är 1,4 hektar och dess största längd är 180 meter i sydöst-nordvästlig riktning.